# Йохан Шадов
Йохан Готфрид Шадов (на немски: Johann Gottfried Schadow, 20 май 1764 – 27 януари 1850) е пруски график и един от най-значимите скулптори на немския класицизъм. Най-известните му творби са гроба на графа Александър фон Марк (1790) и Квадригата на Бранденбургската врата (1794). Шадов е смятан за основател на Берлинската скулптурна школа, а към неговите ученици принадлежат Кристиан Фридрих Тик и Кристиан Даниел Раух.

## Творби
Шадов сътворява множество надгробни паметници, статуи, отделни фигури, групи от фигури, бюстове и над 2200 гравюри и литографии. Освен това издава и няколко теоретични книги за скулптурата. Сред най-известните му творби са:
- бюст на Хенриете Херц, 1783 г.;
- надгробен паметник на граф Александър фон Марк (Берлин, Стара Национална галерия), 1790 г. Паметникът на този принц поставя основите на по-нататъшния успех на Шадов;
- Квадрига (Берлин, Бранденбургска врата), 1793 г.;
- паметник на Ханс Йоахим фон Цитен (Берлин, площад Вилхелм)
- бюст на принцеса Фридрике фон Мекленбург-Щрелиц, 1794;
- бюст на принцеса Луизе фон Мекленбург-Щрелиц, 1794 или '95.
- статуята от мрамор на двете принцеси Фридрике и Луизе, позната под името Prinzessinnengruppe (Берлин), 1797;
- надгробен паметник на Фридрих Вилхелм Шюце, църква Шьонайхе, 1798;
- бюст на Фридрих Гили, 1801;
- мраморен бюст на Карл Фридрих Кристиан Фаш, основател на музикалната академия в Берлин, 1800;
- Луизенски камък (в парка Гросер Тиргартен, Берлин), 1809;
- мраморен бюст на Юли Целтер, съпруга на Карл Фридрих Целтер, 1807;
- паметник на Гебхард Леберехт фон Блюхер, 1819, Рощок, Гьоте помага за концепцията;
- паметник на Мартин Лутер (Витенберг), 1821;
- 91-сантиметрова бронзова статуя на Фридрих II с неговите любими хрътки (едната се казва Алкмене, а другата Хасенфус), 1822;
- бюст на Гьоте, 1823.

## Външни източници
- ((de)) Литература за Шадов Архив на оригинала от 2016-03-06 в Wayback Machine. в Германската национална библиотека
- ((de))((en))((fr)) Обществото на Шадов Архив на оригинала от 2009-10-03 в Wayback Machine.